# Dècada del 950 aC
La dècada del 950 aC comprèn el període que va des de l'1 de gener del 959 aC fins al 31 de desembre del 950 aC.

## Esdeveniments
- Fundació de l'imperi d'Assíria
- Comença l'escriptura de la Bíblia

## Personatges destacats
- Rei Salomó
- Reina de Sabà